# サンディ・フォックス
サンディ・フォックス（Sandy Fox、1962年7月13日 - ） は、アメリカ合衆国の女性声優、歌手。別名はマリー・ダニエル(Marie Danielle)。夫は声優のレックス・ラング。子供の声を得意とする。

## 人物・経歴
ペンシルベニア州ピッツバーグ出身。
1980年にウォルト・ディズニー・ワールド・リゾートで女優・歌手としてデビューし、1992年まで活動。
1989年から1991年まではオーランド・マジックのダンサーを担当する。
1990年にスーザン・ブルーと出会い、彼女のワークショップで声優の技術を学び、1991年にオーランドからハリウッドに移住。1991年に『ザ・シンプソンズ』で声優デビューし、3年間ヴァラグループとして子供や端役の声を担当。
1992年から1999年までユニバーサル・スタジオ・ハリウッドにてベティ・ブープの声を担当。日本製アニメの英語吹替では『Ninja者』が初仕事。
夫のレックス・ラングとともにバングズーム! エンタテイメントが行っている声優ワークショップの講師を担当している。
芸能活動以外では2001年に慈善団体The Love Planet Foundationを設立し、2007年にはミネラルウォーター販売会社H2Om Water with Intentionを夫のレックス・ラングとともに設立。

## ノミネート歴
- アメリカンアニメアワード主演女優賞コメディ部門[3]

## 出演作品

### テレビアニメ
出演年不明
- キング・オブ・ザ・ヒル（子供、ヴァラ）
- フューチュラマ（子供、ヴァラ）

1991年
- ザ・シンプソンズ（子供、ヴァラ）

1997年
- 神秘の世界エルハザード

1998年
- スティーブン・スピルバーグのトゥーンシルバニア

1999年
- カウボーイビバップ
- 北斗の拳（リン）
- 魔法騎士レイアース（閃光）

2000年
- 時空探偵ゲンシクン（テイルン）
- serial experiments lain（ミューミュー）
- ジンジャーの青春日記（ミプシー）
- トライガン（サンディ）
- 魔法騎士レイアース（アスカ）

2001年
- 怪盗セイント・テール（河野美樹）
- トランスフォーマー・ロボッツ・イン・ディスガイズ（T-AI、ドリー・ダットン（初代））
- Night Walker -真夜中の探偵-（グニ）
- HAND MAID メイ（神美雪）
- 吸血姫美夕（佳代）

2002年
- ヴァンドレッド（イウェイ・ウンダーベル）
- ヴァンドレッド the second stage（イウェイ・ウンダーベル）
- マシュランボー（サンジュ）
- ラブひな（萌）

2003年
- 藍より青し
- アルジェントソーマ（ハリエット・バーソロミュー）
- おねがい☆ティーチャー（まりえ）
- 臣士魔法劇場 リスキー☆セフティ（リスキー）
- ジーンシャフト（チキ・ムジカノーバ）
- 人造人間キカイダー THE ANIMATION
- ちょびっツ（すもも）
- ヒートガイジェイ（モニカ）
- 陸上防衛隊まおちゃん（鬼瓦まお）

2004年
- おとぎストーリー 天使のしっぽ（ハムスターのクルミ）
- おねがい☆ツインズ（まりえ）
- 攻殻機動隊 STAND ALONE COMPLEX（タチコマ）
- 天地無用! GXP（ネージュ・ナ・メルマス）
- .hack//黄昏の腕輪伝説（ミレイユ）
- Hi Hi Puffy AmiYumi（ハーモニー）

2005年
- ウルトラマニアック（ルナ）
- 絢爛舞踏祭 ザ・マーズ・デイブレイク（シエ）
- 最遊記RELOAD
- スクラップド・プリンセス（シーズ）
- 花右京メイド隊 LaVerite（シンシア・ランドラヴィジャー）

2006年
- 神無月の巫女（ネココ）
- グリーングリーン（美南早苗）
- 最遊記RELOAD GUNLOCK（子供）
- ジャングルはいつもハレのちグゥ（マリィ）

2007年
- 魔界戦記ディスガイア（フロン）

2011年
- デュラララ!!（贄川春奈）

2015年
- アルドノア・ゼロ（エデルリッゾ）
- デュラララ!!×2 承（贄川春奈）
- 美少女戦士セーラームーンR（ちびうさ、ブラックレディ）

2020年
- 機動戦士ガンダムSEED HDリマスター版（ハロ）
- ポケットモンスター（コロミ）

2021年
- 機動戦士ガンダムSEED DESTINY HDリマスター版（ハロ）

### 劇場アニメ
2000年
- とつぜん!ネコの国 バニパルウィット（ミーコ）

2001年
- AKIRA（キヨコ）※DVD版

2004年
- 機動戦士ガンダムF91（リア・マリーバ、コチュン・ハイン）

2012年
- シュガー・ラッシュ

2016年
- Bling
- The Wild Life（エピ）

2018年
- The Ladybug

### OVA
1998年
- 神秘の世界エルハザード2

1999年
- Ninja者（サクラ）

2000年
- 超獣伝説ゲシュタルト（スズ）

2003年
- ラブひな Again（萌）

2005年
- Di Gi Charat劇場 ぴよこにおまかせぴょ!（ピョコラ＝アナローグIII世）

### ゲーム
1998年
- ブレイヴフェンサー 武蔵伝（フィーレ姫）

2003年
- 魔界戦記ディスガイア（フロン）

2006年
- テイルズ オブ ジ アビス（ミュウ）

2008年
- ソウルキャリバーIV

2012年
- Rise of Dragonian Era

### テレビドラマ
1996年
- Muppets Tonight（チアリーダー）

2004年
- リジー&Lizzie（クローバー）

### 実写映画
2013年
- Big Gay Love（麻酔科医）

2014年
- マレフィセント（妖精の声）

### テレビ映画
2002年
- マペットのメリー・クリスマス（ネズミの声、ループグループボイス）

### その他
2008年
- アドベンチャーズ・イン・ボイス・アクティング（本人出演）

## 音楽
1999年
- ゆずれない願い（英語版カバー）

2000年
- そばかす（英語版カバー）